# Bezirksrat (Hessen-Homburg)
Der Bezirksrat war die Volksvertretung in der Landgrafschaft Hessen-Homburg in der Reaktionsära.

## Hintergrund
Nach der Märzrevolution war in Homburg der Landtag von Hessen-Homburg als Volksvertretung geschaffen worden. Mit dem Sieg der Reaktion wurde dieser am 20. April 1852 durch landgräflichen Erlass von Landgraf Ferdinand, die die Verfassung suspendierte, abgeschafft.
Als Nachfolger wirkte der sogenannte Landesausschuss. Diesem gehörten jeweils 4 Vertreter der Bezirksräte der beiden homburgischen Ämter Amt Homburg und Oberamt Meisenheim. Die Kompetenzen des Landesausschusses waren jedoch gering. Lediglich eine beratende Funktion stand ihm zu.

## Die Bezirksräte
Die Bezirksräte wurden ab 1853 teilweise durch den Landgrafen ernannt und teilweise durch die Gemeindevorstände der einzelnen Gemeinden gewählt. Ernannt wurden jeweils 5 Mitglieder, gewählt wurden im Amt Homburg 11 (davon 4 durch die Stadt Homburg), im Oberamt Meisenheim 13 Mitglieder. Die Wahl erfolgte durch die Gemeindevorstände der Gemeinden in den jeweiligen Ämtern. Die Wahlperiode betrug 6 Jahre. Dem Landgrafen stand das Recht zu, diese Frist zu verkürzen. Die regulären Sitzungen der Bezirksräte fanden im Dezember in Homburg vor der Höhe bzw. Meisenheim statt. Der Landgraf durfte zu außerordentlichen Sitzungen einberufen.
Die Bezirksräte hatten das Recht, ihren Vorsitzenden selbst zu wählen.
Die Kompetenzen waren gering. Die Bezirksräte waren lediglich ein Beratungsgremium. Gesetze, die nur das jeweilige Amt betrafen, mussten mit ihm beraten werden (in dringlichen Fällen konnten sie auch ohne Beratung erlassen werden). Der Landeshaushalt und landesweite Gesetze wurden im Landesausschuss beraten. Die Bezirksräte hatten das Recht, über Petitionen an den Landgrafen Gesetzesvorschläge zu unterbreiten.
Mit dem Ende der Landgrafschaft im Jahr 1866 blieben die Bezirksräte zunächst für die beiden Ämter erhalten. Mit der Kreisordnung von 1872/1875 endete die Geschichte der beiden Ämter und damit auch die Zeit der Bezirksräte. Nachfolger wurden die Kreistage im Obertaunuskreis und Kreises Meisenheim.

## Personen

### Bezirksrat Homburg
- Heinrich Will, zeitweise Vorsitzender des Bezirksrates Homburg, vom Landgrafen ernannt
- Amtsassessor Ludwig Stumpff, vom Landgrafen ernannt
- Steuerkommissar und Amtsgeometer Weigel aus Gonzenheim, vom Landgrafen ernannt
- evangelischer Pfarrer Dröscher, vom Landgrafen ernannt
- katholischer Pfarrer Weber aus Kirdorf, vom Landgrafen ernannt
- Georg Deininger, gewähltes Mitglied aus Homburg
- Jakob Bieber, gewähltes Mitglied aus Homburg
- Georg Schudt, gewähltes Mitglied aus Homburg
- Ernst Menges, gewähltes Mitglied aus Homburg[1]